# Брусник (Пакраць)
45°26′ пн. ш. 17°15′ сх. д. / 45.44° пн. ш. 17.25° сх. д.
Брусник (хорв. Brusnik) — населений пункт у Хорватії, у Пожезько-Славонській жупанії у складі міста Пакраць.

## Населення
Населення за даними перепису 2011 року становило 19 осіб.
Динаміка чисельності населення поселення:

## Клімат
Середня річна температура становить 10,15 °C, середня максимальна — 23,16 °C, а середня мінімальна — -5,10 °C. Середня річна кількість опадів — 948 мм.
| Клімат поселення                              | Клімат поселення | Клімат поселення | Клімат поселення | Клімат поселення | Клімат поселення | Клімат поселення | Клімат поселення | Клімат поселення | Клімат поселення | Клімат поселення | Клімат поселення | Клімат поселення | Клімат поселення |
| Показник                                      | Січ.             | Лют.             | Бер.             | Квіт.            | Трав.            | Черв.            | Лип.             | Серп.            | Вер.             | Жовт.            | Лист.            | Груд.            |                  |
| Середній максимум, °C                         | 6,22             | 7,49             | 11,69            | 15,18            | 20,05            | 23,16            | 22,80            | 22,36            | 18,63            | 14,26            | 8,83             | 4,84             |                  |
| Середня температура, °C                       | 0,56             | 1,85             | 6,02             | 9,52             | 14,39            | 17,49            | 19,49            | 19,07            | 15,33            | 10,96            | 5,53             | 1,54             |                  |
| Середній мінімум, °C                          | −5,1             | −3,82            | 0,37             | 3,86             | 8,73             | 11,83            | 16,20            | 15,76            | 12,03            | 7,67             | 2,22             | −1,76            |                  |
| Норма опадів, мм                              | 58               | 53               | 64               | 79               | 87               | 106              | 89               | 92               | 78               | 81               | 89               | 72               |                  |
| Середньомісячна швидкість вітру, м/с          | 2.16             | 2.40             | 2.68             | 2.58             | 2.37             | 2.12             | 2.06             | 1.95             | 2.00             | 2.15             | 2.21             | 2.24             |                  |
| Середньомісячна сонячна радіація, кДж/м²·день | 4465             | 7207             | 10925            | 15196            | 19273            | 21397            | 22304            | 19688            | 14758            | 9293             | 4993             | 3702             |                  |
| --------------------------------------------- | ---------------- | ---------------- | ---------------- | ---------------- | ---------------- | ---------------- | ---------------- | ---------------- | ---------------- | ---------------- | ---------------- | ---------------- | ---------------- |
| Джерело:                                      |                  |                  |                  |                  |                  |                  |                  |                  |                  |                  |                  |                  |                  |